# Progress Village
Progress Village es un lugar designado por el censo ubicado en el condado de Hillsborough en el estado estadounidense de Florida. En el Censo de 2010 tenía una población de 5.392 habitantes y una densidad poblacional de 640,18 personas por km².

## Geografía
Progress Village se encuentra ubicado en las coordenadas 27°53′8″N 82°21′51″O / 27.88556, -82.36417. Según la Oficina del Censo de los Estados Unidos, Progress Village tiene una superficie total de 8.42 km², de la cual 7.84 km² corresponden a tierra firme y (6.89%) 0.58 km² es agua.

## Demografía
Según el censo de 2010, había 5.392 personas residiendo en Progress Village. La densidad de población era de 640,18 hab./km². De los 5.392 habitantes, Progress Village estaba compuesto por el 37.07% blancos, el 51.69% eran afroamericanos, el 0.22% eran amerindios, el 3.95% eran asiáticos, el 0.07% eran isleños del Pacífico, el 3.51% eran de otras razas y el 3.49% pertenecían a dos o más razas. Del total de la población el 14.86% eran hispanos o latinos de cualquier raza.